# Georges Betzounis
George Betzounis est un musicien français, guitariste de Daniel Darc, et auteur-compositeur-interprète sous le nom de Delaney Blue.

## Biographie
George Betzounis est né en Grèce à Salonique en 1955. Après avoir vécu à Malmö, Copenhague puis Londres, il s'installe à Paris au début des années 1980, séduit par la capitale française. Il fréquente alors les punks américains Johnny Thunders et Stiv Bators lors de leurs années parisiennes et rencontre Daniel Darc en 1986 avec qui il se lie d'une profonde amitié.
Il commence à travailler avec Daniel Darc peu de temps après et l'accompagne sur scène en France et en Europe.
En 1994, il co-produit, compose et joue de la guitare sur le deuxième album solo de Daniel Darc : Nijinsky, dans des conditions chaotiques. Seul le label indépendant Bondage accepte de sortir le disque, les critiques sont favorables mais sans réel engouement et le disque est un échec commercial.
À la fin des années 1990, il monte un groupe, les Pure Sins, avec Albin de la Simone comme pianiste, avec qui il sort un cinq titres.
Il compose pour Alain Chennevière, Dani.
En 2006, il publie l’album Stranger in Your Heart sous le nom de Delaney Blue sur le label le Maquis. Le disque est réédité en vinyle 2020.
En 2014, il compose la musique des films Stalingrad Lovers de Fleur Albert et Xenia de Pános Koútras, sélectionné au festival de Cannes
En 2019, il apparait dans le documentaire Daniel Darc, Pieces of my Life,  consacré au chanteur de Taxi Girl.
En avril 2022, Delaney Blue sort son deuxième album The Hurting Kind, plus orienté folk que son prédécesseur.